# جزيرة غوسونغ غولاوان
جزيرة غوسونغ غولاوان وهي جزيرة من جزر إندونيسيا، وتقع في إقليم آتشيه.